# Uhowo
Uhowo – wieś w Polsce położona w województwie podlaskim, w powiecie białostockim, w gminie Łapy. Leży na północno-wschodnim brzegu Narwi.
Wieś duchowna, własność probostwa suraskiego, położona była w 1575 roku w powiecie suraskim w ziemi bielskiej województwa podlaskiego. W latach 1975–1998 miejscowość administracyjnie należała do województwa białostockiego.
Nazwa świadczy o pochodzeniu ruskim. Ruskie określenie łąki to ług. Uhowo, a wcześniej Hugowo, w języku rosyjskim znaczyłoby Ługowo (Лугово) .

## Historia

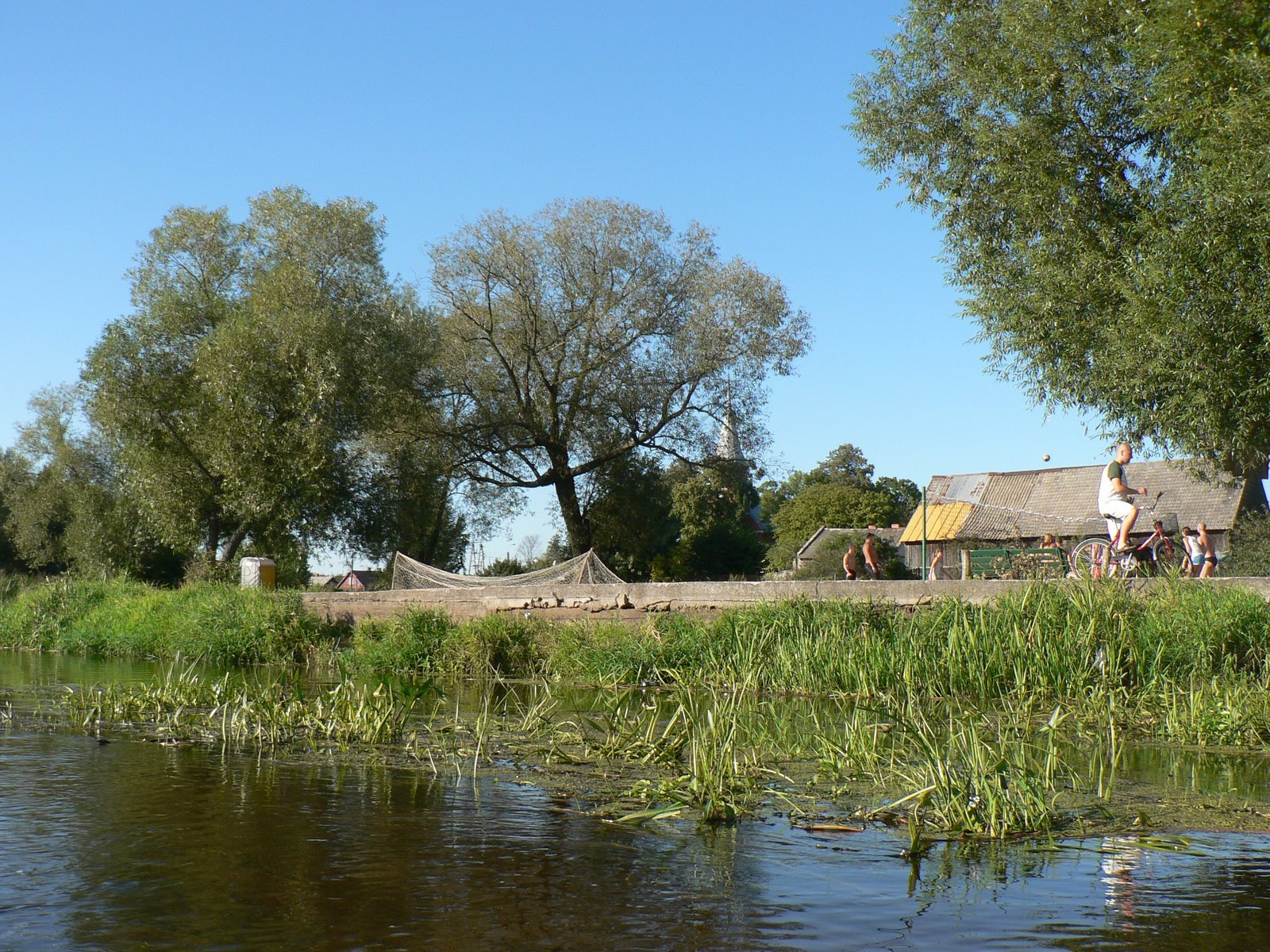
Plaża nad Narwią w Uhowie

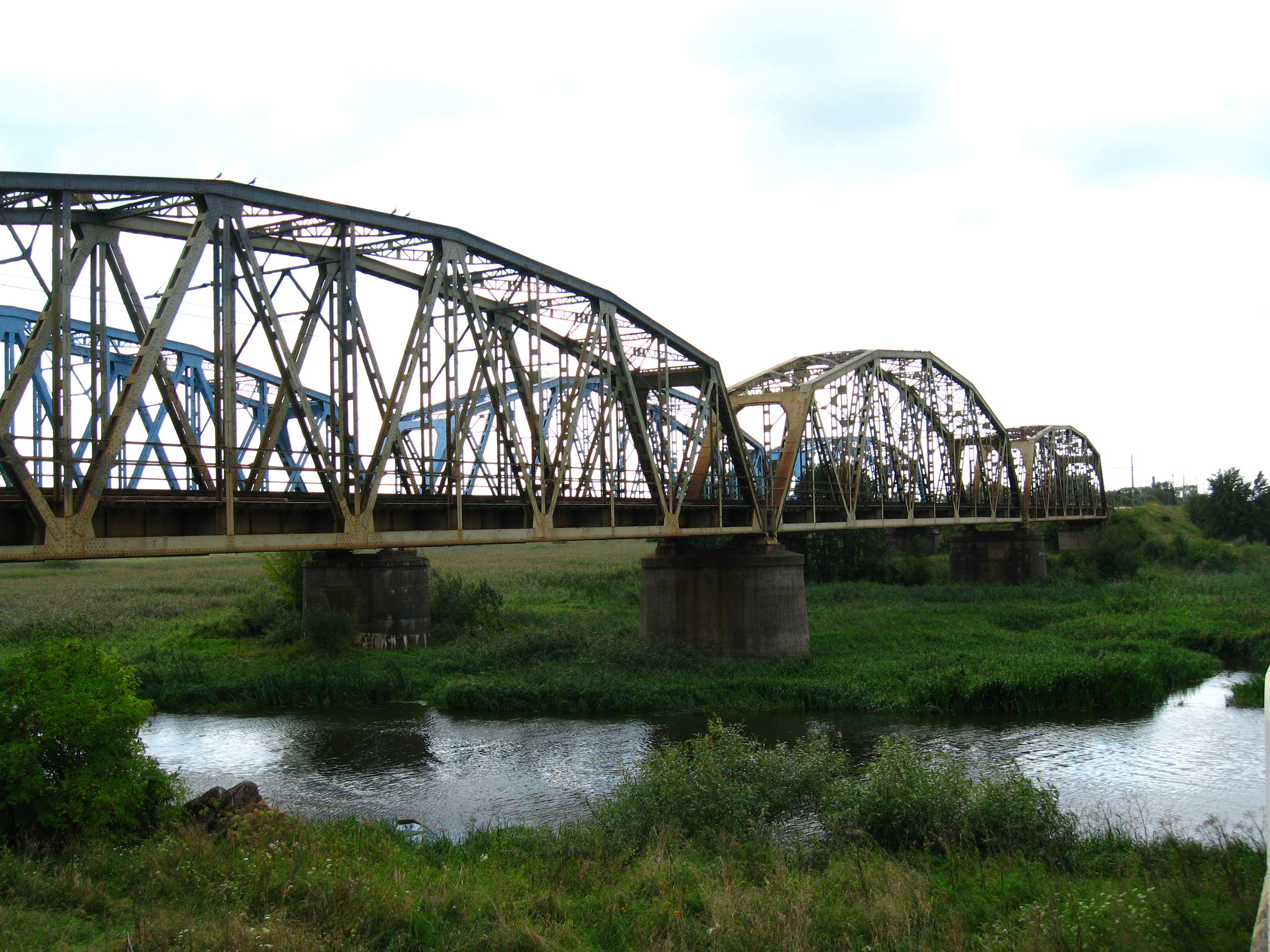
Most kolejowy LK6 nad Narwią w Uhowie

1445 r. – Pierwsze udokumentowane wzmianki o Uhowie – król Aleksander Jagiellończyk czyniąc nadania ziemskie, podarował „folwark zwany Uhowo, składający się z dwóch wsiów, Bojary i Uhowo”.
1569 r. – W środę, w wigilię Bożego Ciała, miał miejsce zajazd na ziemię uhowską. Wówczas Uhowo należało do proboszcza suraskiego Piotra z Poznania. Był on lekarzem Zygmunta Starego i Zygmunta Augusta, humanistą, kanonikiem krakowskim i wileńskim, profesorem Akademii Krakowskiej i UJ. Napadu tego dokonał starosta Jan Zborowski, chodziło o łupy.
1569 r. – Zjazd szlachecki w Uhowie. Pierwsze wzmianki o kościele.
1657 r. – W pobliżu Uhowa odbyła się walka Szwedów z oddziałami partyzanckimi.
1753 r. – Kościół katolicki został przebudowany ze starszej cerkwi pod wezwaniem "Wejścia Jezusa do Jerozolimy". Dowodem tego miały być dzwony byłej cerkwi i płyty nagrobne ze słowiańsko-ruskimi napisami i krzyżami wokół świątyni.
1772 r. – W maju 1772 roku odbyła się rozprawa sądu kościelnego w Janowie, w sprawie podniesienia świątyni w Uhowie. Na mocy wyroku podniesiono status kościoła uhowskiego do filialnego, dano prawo udzielania wszystkich sakramentów. W aktach zaczęto zapisywać "Ecclesiae uhoviensis filialens surazensis". Parafia w Uhowie założona pod koniec XVIII wieku składała się z 9 wsi. Pod protektoratem był cały zaścianek szlachecki Borowskie oraz Bojary i Łapy.
1797 r. – Uhowo straciło status parafii.
1904 r. – "Pop cerkwi (Przemienienia Pańskiego) w Surażu posiada obraz, na którym widnieje cerkiew w Uhowie". Być może kościół wybudowany w 1753 roku nie był przebudowany z cerkwi. Wspomniana ikona "służyła za deskę do przygotowywania opłatków". Co do dzwonów ze słowiańsko-ruskimi napisami, w Uhowie istniała inna świątynia obrządku greckiego i stamtąd mogą pochodzić dzwony.
15 sierpnia 1921 r. – Konsekrowano kościół wybudowany w latach 1914-1919 według projektu Romualda Lenczewskiego. Zbudowany jest z czerwonej cegły w stylu neogotyckim. Kościół posiada jedną wieżę z dwoma dzwonami: św. Michała i św. Wincentego. Wnętrze dzieli się na prezbiterium, kruchtę, nawę główną i zakrystię.
1993 r. – W Uhowie ponownie powstała parafia.

## Zabytki

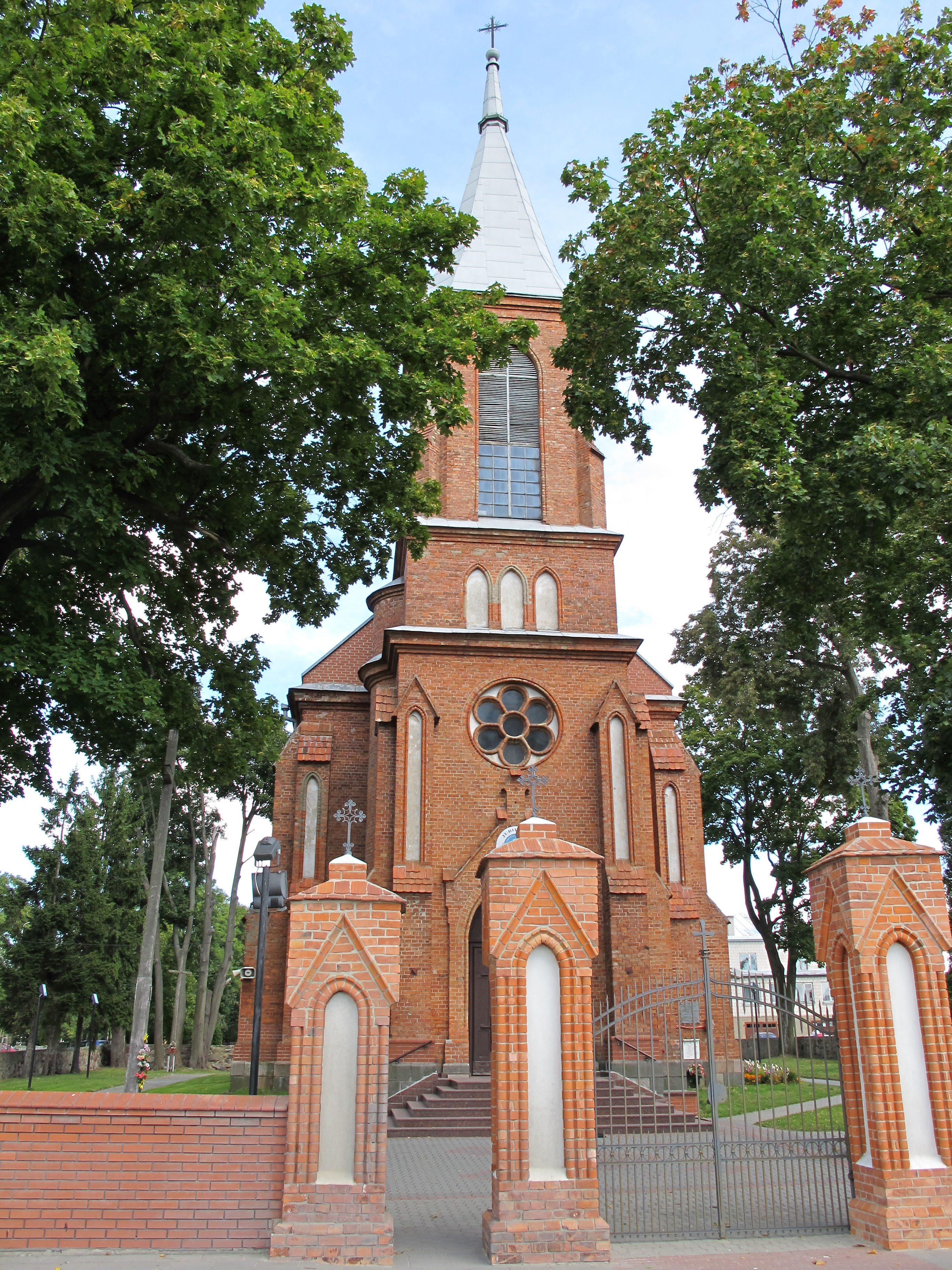
Kościół pw. św. Wojciecha

- zespół kościoła parafialnego pod wezwaniem św. Wojciecha, nr rej.: 837 z 30.08.1997
  - kościół, 1914-1919
  - drewniana kostnica, 2 poł. XIX wieku
  - cmentarz przykościelny
  - ogrodzenie
  - plebania, 1930[9].